# Jeandré Fourie
Pas d'image ? Cliquez ici

a Compétitions nationales et continentales officielles uniquement.

Dernière mise à jour le 16 novembre 2021.
Jeandré Fourie, né le 15 avril 1983 à Oudtshoorn en Afrique du Sud, est un joueur de rugby à XV sud-africain jouant au poste de demi d'ouverture ou d'arrière. 

## Biographie
Jeandré Fourie a été un grand espoir du rugby sud-africain. Sélectionné chez les moins de 19 ans sud-africains, il évolue dans les équipes de jeunes des Blue Bulls, puis dispute la Currie Cup sous les couleurs des Pumas pendant trois saisons. Il joue aussi pour l’équipe de l’université de Pretoria (les Tukkies). Il part ensuite pour la France et s’engage avec le LOU en Pro D2 où il joue deux saisons avant de signer pour le RC Narbonne.

## Carrière
- 2002-2004 : Blue Bulls ( Afrique du Sud)
- 2004-2006 : Pumas ( Afrique du Sud)
- 2007-2009 : Lyon OU ( France)
- 2009-2011 : RC Narbonne ( France)
- 2011-2016 : AS Mâcon ( France)